# Distomo-Arachowa-Andikira
Distomo-Arachowa-Andikira (gr. Δήμος Διστόμου-Αράχοβας-Αντίκυρας, Dimos Distomu-Arachowas-Andikiras) – gmina w Grecji, w administracji zdecentralizowanej Tesalia-Grecja Środkowa, w regionie Grecja Środkowa, w jednostce regionalnej Beocja. W 2011 roku liczyła 8188 mieszkańców. Powstała 1 stycznia 2011 roku w wyniku połączenia dotychczasowych gmin Arachowa i Distomo oraz wspólnoty Andikira. Siedzibą gminy jest Distomo.